# Uso anglicano

La Cruz de Canterbury, símbolo de la Sociedad Anglicanorum Coetibus.

Uso anglicano es un término no oficial a veces aplicado a una u otra de dos liturgias similares utilizadas por grupos que, antes de entrar en la Iglesia católica, eran anglicanos y conservan ciertas características del culto anglicano.
El primer grupo es el de algunas parroquias que, mientras son partes de normales diócesis católicas de los Estados Unidos, son regidas por las normas de la así dicha "Provisión pastoral" para los feligreses, que antes de hacerse católicos eran anglicanos. Para su liturgia se creó el misal titulado The Book of Divine Worship (Libro del Culto Divino).
El otro grupo consta de tres ordinariatos personales, con sedes respectivamente en Inglaterra, Estados Unidos y Australia. Su misal se llama Divine Worship: The Missal in accordance with the Roman Rite, muchas veces abreviado a Divine Worship: The Missal. A su liturgia la llaman "el rito del ordinato".

## Provisión pastoral

### Origen remoto
El origen remoto de la reivindicación de un arreglo como el descrito se ha atribuido al movimiento de Oxford en la Inglaterra del siglo XIX. De forma más reciente, la reivindicación surge debido a los avances ocurridos en el seno de la Iglesia episcopal en los Estados Unidos en los años 1970, que se iniciaron con la ordenación de sacerdotes y obispos mujeres, que rechazaban a las enseñanzas tradicionales sobre la sexualidad humana, bendiciendo las uniones homosexuales y ordenando a personas que vivían abiertamente en tales uniones.

### Pedido
En 1977 algunos que deseaban unirse a la Iglesia católica entraron en contacto con ciertos obispos católicos, con el nuncio apostólico, el arzobispo Jean Jadot, y con la Congregación para la Doctrina de la Fe de Roma con el propósito de sondear la posibilidad de que los sacerdotes anglicanos casados fuesen recibidos en el seno de la Iglesia católica y habilitados como sacerdotes católicos.
A raíz de la reacción favorable de la Conferencia de los Obispos Católicos de Estados Unidos y de la Congregación para la Doctrina de la Fe a las propuestas que les habían sido presentadas, se cursó formalmente en Roma el 3 de noviembre de 1979 una petición de incorporación de modo que fuese aceptada por la Iglesia católica, de modo que se tomaran medidas para subsanar cualquier defecto que pudiera encontrarse en sus órdenes sacerdotales y de modo que se les asignara un obispo católico que pudiera darles supervisión, guía y gobierno. Ofrecieron la lealtad de sus corazones, mentes y almas y asimismo «con dicha lealtad, ofrecemos el patrimonio anglicano que ha sido el nuestro en tanto sea compatible, aceptable y enriquezca las enseñanzas y el culto católicos».
El 20 de junio de 1980 el papa Juan Pablo II respondió positivamente a esta solicitud de clérigos y laicos miembros actuales o anteriores de la Iglesia episcopal en los Estados Unidos, Iglesia de tradición anglicana. Decidió hacer una provisión pastoral especial para admitirlos en plena comunión con la Iglesia católica mientras mantenían una particular identidad común, retenían algunos elementos de su liturgia anglicana y se preveía la ordenación sacerdotal de hombres casados que habían sido clérigos anglicanos. La decisión fue comunicada al presidente de la Conferencia episcopal con carta de la Congregación para la Doctrina de la Fe del 22 de julio de 1980.
Se comunicó oficialmente la respuesta de la Santa Sede mediante una carta, fechada el 22 de julio de 1980, de la Congregación para la Doctrina de la Fe al presidente de la Conferencia Episcopal de Estados Unidos, que la publicó el 20 de agosto de 1980.
Aunque la admisión en la Iglesia católica de los episcopalianos en cuestión se consideró una reconciliación con la Iglesia que ejercían a título individual, la provisión pastoral les confirió una identidad común de grupo. Tras un periodo de sujeción al obispo local de la Iglesia latina, el obispo podría disponer parroquias personales para ellos y dentro del grupo podría utilizarse una forma de liturgia que conservara ciertos elementos de la liturgia anglicana. Asimismo, los sacerdotes episcopalianos casados —considerándose su situación caso por caso— podrían recibir la ordenación sacerdotal católica pero no podrían ser ordenados obispos.

### Implementación
Con una declaración del 31 de marzo de 1981, la Congregación para la Doctrina de la Fe anunció públicamente la decisión.
Debía designarse a un delegado eclesiástico, un católico y preferiblemente un obispo para supervisar la implementación de la decisión y para tratar con la Congregación. En marzo de 1981 el obispo Bernard Francis fue designado delegado eclesiástico. Lo sustituyó el arzobispo de Newark, John J. Myers, en 2003 y Kevin W. Vann en 2011. William H. Stetson, sacerdote de la prelatura del Opus Dei, fue secretario del delegado eclesiástico.
Los clérigos y laicos anglicanos que hicieron el pedido querían continuar, al entrar como individuos en comunión con la Iglesia católica, a mantener una identidad común. Para lograr esto, los obispos diocesanos católicos podían establecer parroquias personales para los ex-anglicanos y ordenar al sacerdocio católico hombres casados que habían sido clérigos anglicanos. Así el antes pastor de una parroquia anglicana que pasó a la Iglesia católica fue generalmente ordenado sacerdote católico y se hacía cura párroco casado de la resultante parroquia católica.
En 1983 la primera parroquia de rito anglicano, Our Lady of Atonement (Nuestra Señora de la Expiación), se establece en San Antonio (Texas). Al año siguiente se le unió la parroquia de Our Lady of Walsingham (Nuestra Señora de Walsingham) en Houston (Texas). Para salvaguardar las relaciones ecuménicas con la Iglesia episcopal, el arzobispo de Los Ángeles se inhibió de autorizar el establecimiento de parroquias personales de ese tipo en su diócesis, todo ello a pesar de las peticiones formuladas por dos congregaciones cuyo número de miembros excedía el de cualquiera de los otros grupos para los que se crearon parroquias personales en otras diócesis. A los solicitantes se les respondió que solamente se les podría recibir como miembros en las parroquias católicas ordinarias que ya existían. Desde 1983 más de 100 ex anglicanos han sido ordenados en el ministerio del sacerdocio en diversas diócesis católicas de los Estados Unidos.

## Ordinariatos personales

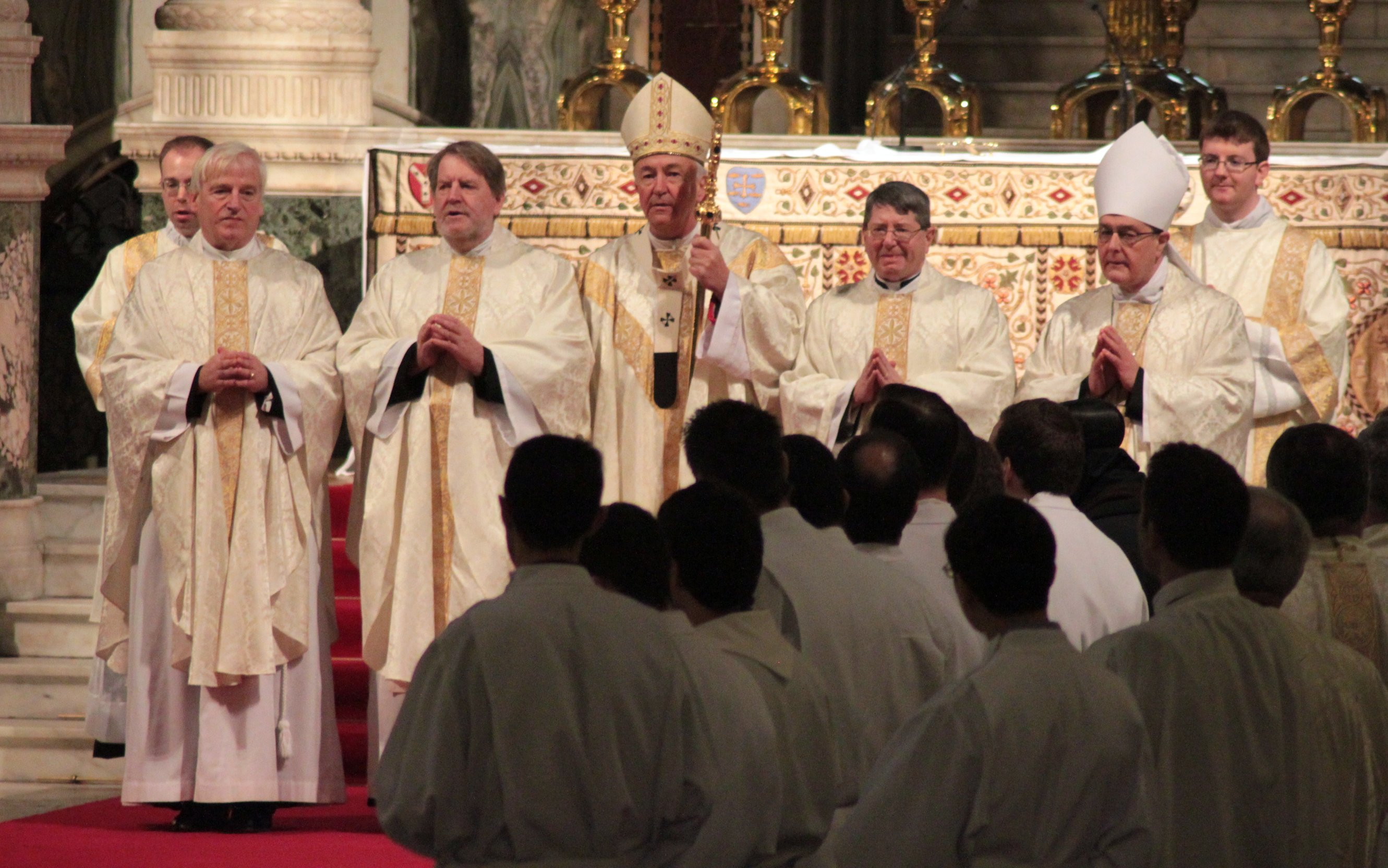
Clérigos del ordinariato personal de Nuestra Señora de Walsingham.

El 9 de diciembre de 2009, el papa Benedicto XVI emitió la constitución apostólica Anglicanorum coetibus por la que autorizaba la creación de ordinariatos personales para antiguos anglicanos. El primero en crearse fue el ordinariato personal de Nuestra Señora de Walsingham para Inglaterra y Gales en enero de 2011, seguido por el ordinariato personal de la Cátedra de San Pedro para Estados Unidos en enero de 2012 y el ordinariato personal de Nuestra Señora de la Cruz del Sur para Australia en junio de 2012.
Mientras que las parroquias de la provisión pastoral forman parte de diócesis geográficas locales y dependen de los obispos diocesanos de estas jurisdicciones, cada ordinariato personal Anglicanorum coetibus no está integrado dentro de las diócesis geográficas sino que existe como una jurisdicción independiente a nivel nacional sobre sus miembros, como los ordinariato para los fieles de rito oriental y los ordinariatos militares.
Las diferencias canónicas entre la parroquia de la provisión pastoral y el ordinariato personal Anglicanorum coetibus se describen más detalladamente  en un estudio publicado en el número del 23 de enero de 2012 del National Catholic Reporter.
La mayoría de las parroquias personales de la provisión pastoral han elegido de integrarse en el ordinariato nacional. Se programó una reunión de la Anglican Use Society (Sociedad del Rito Anglicano) para el 8-10 de noviembre de 2012 en la cual participaría el jefe del ordinariato personal. En 2017, cuando el obispo local se opuso a la solicitud de una parroquia para ser trasladada a la jurisdicción del ordinariato, la Congregación para la Doctrina de la Fe juzgó a favor de la parroquia y declaró que es su expectativa que todas las parroquias que usan la liturgia de influencia anglicana serán incorporadas en el ordinariato.

## Liturgia

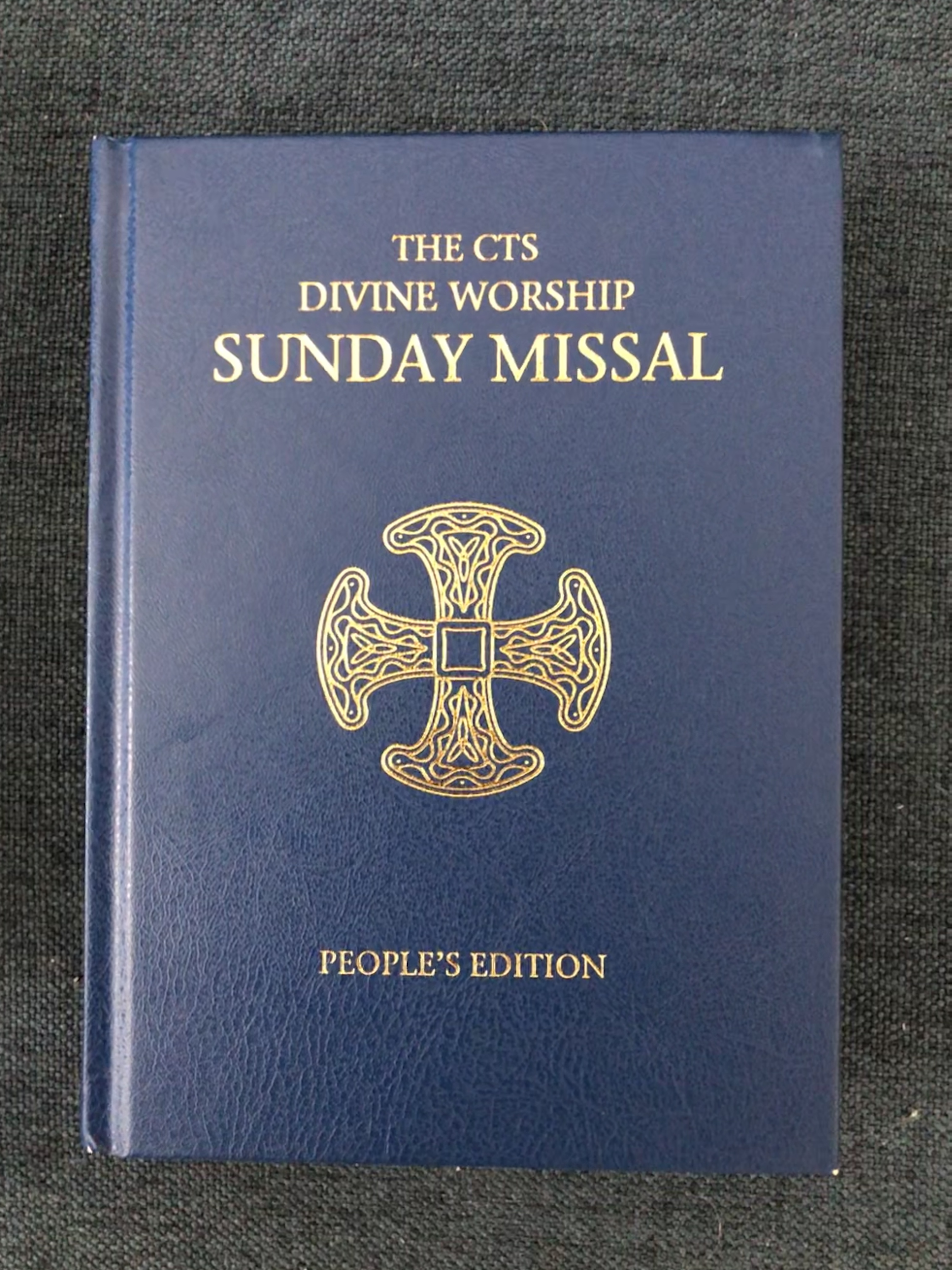
Misal dominical de uso anglicano.

Los fieles de las parroquias de la Provisión Pastoral, antes de unirse a la Iglesia católica, usaban los textos litúrgicos de la Iglesia episcopal en los Estados Unidos. Sobre esta base, se redactó un nuevo texto litúrgico, el Libro del culto divino (en inglés: Book of Divine Worship), aprobado por la Congregación para el Culto Divino provisionalmente en 1984 y definitivamente en 1987. La liturgia de este libro es la que comúnmente se conoce como "uso anglicano" e incluye la misa, el oficio diario, el salterio, el leccionario del oficio diario, las letanías, las propias y los oficios para el bautismo, el matrimonio y el entierro.
Dicho libro incorpora elementos de la edición de 1928 del Libro de oración común (Book of Common Prayer), pero la liturgia eucarística proviene de la edición de 1979,  agregándole las oraciones eucarísticas del misal romano y la del antiguo rito de Sarum (al que se inserta las palabras de la consagración del Misal romano).. El 22 de junio de 2012 la Congregación promulgó nuevos textos, a saber: los referidos a la celebración de los ritos funerales y del Santo Matrimonio.
Así la liturgia de la Provisión pastoral refleja muchas influencias, entre ellas el rito de Sarum, el English Missal (una versión inglesa del Misal Romano publicada en 2012 y usada por algunos anglicanos), y las ediciones de 1928 y 1979 del Libro de Oración Común de la Iglesia episcopal en los Estados Unidos, así como también el Misal Romano, incluso las ediciones preconciliares. Entre sus rasgos distintivos de esta liturgia se encuentran el uso de un inglés arcaizante del siglo XVI (p. ej. que en lugar del pronombre "you" emplea los pronombres «thou» y «thee», análogos al español arcaizante «vos» —no el de uso coloquial en Hispanoamérica—), una utilización más profusa del incienso y del toque de campanas así como de canciones e himnos ingleses.
Con la derogación del Book of Divine Worship el 1 de enero de 2016 y la promulgación del misal Divine Worship: The Missal), en vigor a partir del 29 de noviembre de 2015, el rito anglicano deja de estar autorizado y viene a ser reemplazado por la Liturgia del Culto Divino (conocida como Uso del Ordinariato).

## Liturgia "Divine Worship"
Inicialmente, los ordinariatos personales usaron provisionalmente el Book of Divine Worship (el de las parroquias "Provisión pastoral"), pero ya se preparaban nuevos textos bajo el nombre Divine Worship. El volumen para la eucaristía se llama Divine Worship: The Missal in accordance with the Roman Rite. Otro volumen se intitula: Divine Worship: Occasional Services.
En 2013 se autorizó para los tres ordinariados personales que se habían creado esta nueva liturgia que incorpora elementos de la tradición anglicana. Su parte eucarística es una creación bajo diversos aspectos completamente nueva. El ya existente Book of Divine Worship se basó muy cercanamente e la liturgia de la Iglesia anglicana de Estados Unidos, que se había distanciada notablemente de las de las otras iglesias anglicanas, y por eso era poco adecuada para el uso de los ordinariatos no americanos. El texto anterior ofrecía dos versiones del ordinario de la eucaristía: de estas se decidió sustituir por el rito romano normal la versión en inglés más moderno y de modificar la escrita en el estilo arcaizante de la tradición anglicana. Se eligió además ni tomar un texto anglicano y retocarlo para hacerlo más "católico" (como fue hecho al crear el Book of Divine Worship), ni tomar el texto del actual rito romano en inglés e insertar en él elementos de valor del Libro de Oración Común, sino crear una liturgia que combinase los elementos más valiosos del texto original del Libro de Oración Común de Thomas Cranmer y de ediciones más recientes, y también del rito actual romano y de su anterior forma tridentina.

### Calendario litúrgico
El calendario de la liturgia "Divine Worship" es el calendario romano general con unos ajustes terminológicos y con inclusión de celebraciones tradicionales de la liturgia anglicana histórica.
Propio del tiempo.
- En lugar de "domingos del tiempo ordinario" se utilizan las expresiones "domingos después de la Epifanía", "domingos antes de Cuaresma" (con en paréntesis los nombres "Septuagesima", "Sexagesima" y "Quinquagesima"), y "domingos después de la Trinidad". Aun así, las lecturas de la Misa son idénticas a las del uso general del Rito Romano.
- Témporas: el miércoles, viernes y sábado después del Primer domingo de Cuaresma, Pentecostés, Día de Cruz Santa y el día de Santa Lucía.
- Rogaciones: los tres días que siguen el Sexto domingo de Pascua.
- En la semana entre Pentecostés y Domingo de Trinidad, mientras son retenidas las lecturas feriales del tiempo ordinario, se puede usar el rojo como color litúrgico manteniendo los temas de Pentecostés.

Propio de los santos del ordinariato de Nuestra Señora de Walsingham {Inglaterra y Gales)
- 12 enero: San Benito Biscop, abad – memoria opcional
- 13 enero: San Kentigern (Mungo), obispo – memoria opcional
- 1 febrero: Santa Brígida de Kildare, abadesa – memoria opcional
- 4 febrero: San Gilberto de Sempringham – memoria opcional
- 5 marzo: San Piran, abad – memoria opcional
- 16 abril: San Magnus de las Orcadas, mártir – memoria opcional
- 19 abril: San Alphege, obispo y mártir – memoria opcional
- 24 abril: San Melito de Canterbury, obispo – memoria opcional
- 6 mayo: San Juan en el Tiempo de Pascua – memoria opcional
- 21 mayo: Santa Helena o San Godric de Finchale, religioso – memoria opcional
- 23 mayo: San Petroc, abad – memoria opcional
- 24 mayo: San Aldhelmo de Sherborne, – memoria opcional
- 15 julio: San Buenaventura, obispo y Doctor de la Iglesia; o San Suituno de Winchester, obispo; o San Osmund, obispo: memoria opcional
- 20 julio: Santa Margarita de Antioquía, mártir – memoria opcional
- 5 agosto: San Oswaldo, mártir – memoria opcional
- 17 septiembre: San Niniano de Galloway, obispo o Santa Edith de Wilton, religiosa – memoria opcional
- 24 septiembre: Nuestra Señora de Walsingham – solemnidad
- 3 octubre: Santo Thomas de Hereford, obispo – memoria opcional
- 9 octubre: San John Bendito Henry Newman, sacerdote, patrón del ordinariate – fiesta
- 11 octubre: Santa Ethelburga, abadesa – memoria opcional
- 19 octubre: Santa Frideswide, abadesa – memoria opcional
- 8 noviembre: Todos los Santos de Inglaterra o Todos los Santos de Gales, fiesta
- 20 noviembre: San Edmundo del Anglia Oriental, mártir – memoria opcional
- 1 diciembre: San Edmundo Campion, sacerdote y mártir – memoria opcional

### Liturgia
- Book of Divine Worship
- Rito 1 del Book of Divine Worship
- Versión en línea del oficio diario tomado del Book of Divine Worship
- Uso anglicano

- Datos: Q1478678
- Multimedia: Anglican Use / Q1478678